# Andong
Andong (koreanisch 안동) ist eine Stadt in der südkoreanischen Provinz Gyeongsangbuk-do. Sie ist mit 161.533 Einwohnern (Stand: 2019) die größte Stadt im nördlichen Teil der Provinz. Der Nakdonggang fließt durch die Stadt. Andong ist ein Marktzentrum für die vor allem landwirtschaftlich geprägte Umgebung.

## Geschichte
Während der Joseon-Dynastie war die Stadt das kulturelle und ideologische Zentrum des Konfuzianismus, das mehrere bedeutende konfuzianische Gelehrte wie Yi Toegye hervorbrachte. Zur Zeit der späten Joseon-Dynastie im 19. Jahrhundert verlor sie an Einfluss, aufgrund der zunehmenden Bedeutung von wenigen aristokratischen Familien wie dem Andong Kim-Clan.
Andong war während des Koreakriegs Anfang der 1950er Jahre Schauplatz erbitterter Kämpfe. Obwohl die Stadt fast vollständig zerstört wurde, wurde sie schnell wieder aufgebaut.
Seit der 1970er-Jahre hat sich Andong schnell entwickelt, obwohl die Bevölkerung um fast 70.000 Einwohner zurückging, weil viele Einwohner nach Seoul und in andere Großstädte zogen. 1976 wurde der Andong-Staudamm gebaut, der die Stadt mit einer sicheren und nachhaltigen Stromquelle versorgte. Ende der 1990er-Jahre wurde es ein Zentrum für Tourismus und Kultur. In dem umgebenden Gebiet werden viele alte Traditionen gepflegt, so findet Mitte Oktober das jährliche Andong Folk Festival statt. Einer seiner bekanntesten Aspekte sind die Andong Masken.
Die Andong National University, spezialisiert in Lehrerbildung und koreanischer Volkstradition, ist seit den 1970er-Jahren deutlich gewachsen. Weitere Hochschulen sind das Andong Institute of Information Technology, das Andong Science College und das Catholic Sangji College.

## Sehenswürdigkeiten
Das Stadtzentrum von Andong gestaltet sich recht überschaubar. So ist die „Speis-und-Trank-Straße“ (음식의 거리) über ein dekoratives Tor von der Hauptstraße aus erreichbar und beherbergt ausschließlich Restaurants, die teilweise auf unterschiedliche Gerichte spezialisiert sind, unter anderem die als lokale Spezialität geltenden gedämpften Hühnchenvarianten. Unweit davon entfernt befindet sich der Andong-Markt (안동구 시장), der mit seinen überdachten Passagen ähnlich aufgebaut ist wie die traditionellen Märkte in anderen koreanischen Städten.

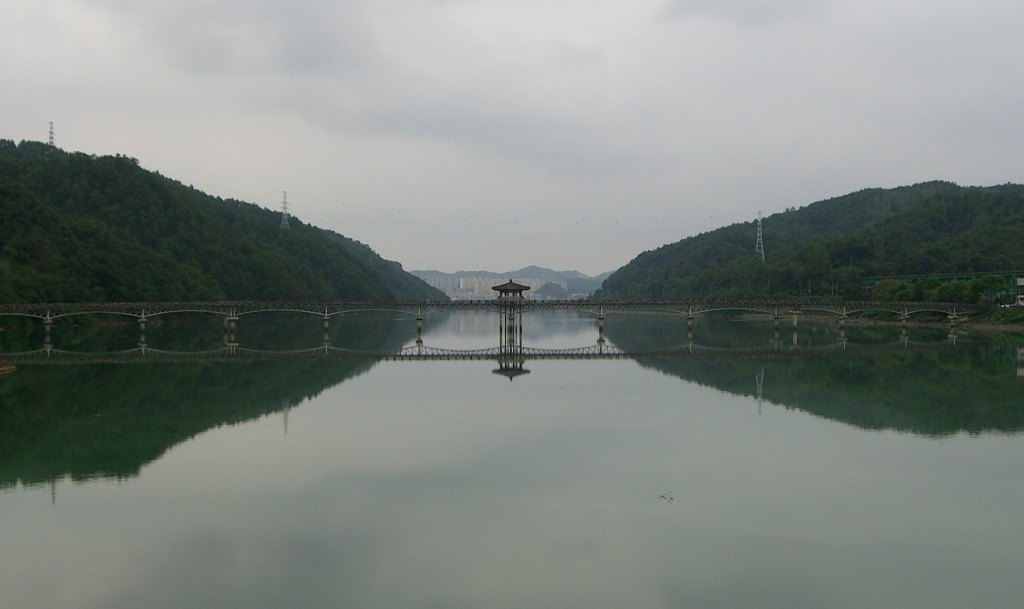
Die Mondlichtbrücke über den Nakdong-Fluss.

Im näheren Umfeld der Stadt bietet sich ein Ausflug in das Gebiet um den Andong-Damm an, welcher den Nakdonggang aufstaut, Koreas längsten Fluss. Dieser wird hier von der „Mondlichtbrücke“ (월영교) überspannt, der mit 387 Metern längsten Fußgängerbrücke Koreas. Gleich in der Nähe befindet sich das kleine, aber interessante Folklore-Museum mit dem angrenzenden Volkskunde-Dorf, welches jedoch nur aus wenigen Häusern besteht, die beim Bau des Damms versetzt worden waren.
Geht man etwa einen Kilometer weiter den Berg hinauf (an den Restaurants vorbei), erreicht man den Drehort für eine bekannte in der Joseon-Dynastie spielende Serie der KBC. Hinter einer breiten Mauer mit eingelassenem Tor finden sich die Kulissen zahlreicher traditioneller stroh- und ziegelgedeckter Häuser sowie die Rekonstruktion eines kleinen Palastes inklusive Gefängnis. Das weite Gelände sowie ein Großteil der Gebäude sind kostenlos und unbegrenzt zugänglich, solange dort keine Dreharbeiten stattfinden. Ein Teil des Geländes wird mittlerweile als Resort genutzt.
Als Ausflug in die nähere Umgebung von Andong ist das Volkskundedorf Hahoe zu empfehlen, das sich etwa 24 Kilometer westlich der Stadt befindet. Im Gegensatz zu anderen Dörfern dieser Art leben hier noch Menschen in den rund 130 traditionellen Häusern. Die meisten sind daher nicht für Besucher zugänglich und von hohen Mauern umgeben – einige wenige sind jedoch frei zu besichtigen.

## Söhne und Töchter der Stadt
- Yi Hwang (1501–1570), Gelehrter des Neokonfuzianismus
- Kim Jong-gil (1926–2017), Lyriker und Schriftsteller
- Tachihara Masaaki (1926–1980), japanischer Schriftsteller
- Lee Jae-myung (* 1963), Politiker
- Kwon Yeo-sun (* 1965), Schriftstellerin
- Lee Jae-hyuk (* 1969), Boxer
- Cho Yoon-jeong (* 1979), Tennisspielerin
- Kim Jin-kyu (* 1985), Fußballspieler
- Park So-yeon (* 1987), Sängerin und Schauspielerin
- Lim Yong-kyu (* 1991), Tennisspieler